# Sharonville
Sharonville es una ciudad ubicada en el condado de Hamilton en el estado estadounidense de Ohio. En el Censo de 2010 tenía una población de 13560 habitantes y una densidad poblacional de 529,38 personas por km².

## Geografía
Sharonville se encuentra ubicada en las coordenadas 39°16′51″N 84°24′27″O / 39.28083, -84.40750. Según la Oficina del Censo de los Estados Unidos, Sharonville tiene una superficie total de 25.61 km², de la cual 25.46 km² corresponden a tierra firme y (0.59%) 0.15 km² es agua.

## Demografía
Según el censo de 2010, había 13560 personas residiendo en Sharonville. La densidad de población era de 529,38 hab./km². De los 13560 habitantes, Sharonville estaba compuesto por el 79.75% blancos, el 8.71% eran afroamericanos, el 0.17% eran amerindios, el 3.97% eran asiáticos, el 0.33% eran isleños del Pacífico, el 4.1% eran de otras razas y el 2.96% pertenecían a dos o más razas. Del total de la población el 6.99% eran hispanos o latinos de cualquier raza.